# Youssoufia Club de Rabat
Ne doit pas être confondu avec Olympique Youssoufia.
Le Youssoufia Club de Rabat (en arabe : نادي اليوسفية بالربات), plus couramment abrégé en Youssoufia, est un club marocain de football fondé dans les années 1940 et basé à Youssoufia, quartier de la ville de Rabat.
Le club évolue en Amateurs 1 (cinquième division).

## Histoire
Le club joue en première division lors de la saison 1971-1972 puis lors de la saison 1972-1973.
Il obtient son meilleur classement en D1 lors de la saison 1971-1972, où il termine 14e du championnat, avec 8 victoires, 8 matchs nuls et 14 défaites.